# 阿珀奈苏贝莱姆
阿珀奈苏贝莱姆（法語：Appenai-sous-Bellême，法語發音：[apənɛ su bɛlɛm] ⓘ，意为“贝莱姆下方的阿珀奈”）是法国奥恩省的一个市镇，位于该省东南部，属于莫尔塔涅欧佩什区。

## 地理
阿珀奈苏贝莱姆（48°20'40"N, 0°33'29"E）面积10.74 平方千米，位于法国诺曼底大区奧恩省，该省份为法国西北部内陆省份，北起顺时针与卡爾瓦多斯省、厄尔省、厄尔-卢瓦省、萨尔特省、马耶讷省和芒什省接壤。
与阿珀奈苏贝莱姆接壤的市镇（或旧市镇、城区）包括：拉沙佩勒苏埃夫、达姆玛丽、伊热、圣马丹-迪维约贝莱姆、佩尔什地区贝尔福雷。
阿珀奈苏贝莱姆的时区为UTC+01:00、UTC+02:00（夏令时）。

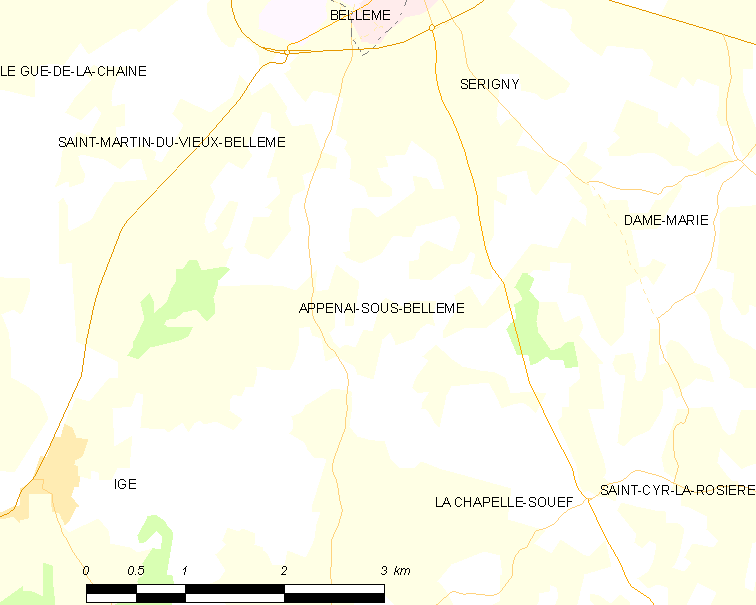
阿珀奈苏贝莱姆的OSM定位图

## 行政
阿珀奈苏贝莱姆的邮政编码为61130，INSEE市镇编码为61005。

## 政治
阿珀奈苏贝莱姆所属的省级选区为瑟通县。

## 人口

1962-2008年间阿珀奈苏贝莱姆人口变化图示

阿珀奈苏贝莱姆于2022年1月1日时的人口数量为277人。